# العلاقات الصومالية الإسبانية
العلاقات الصومالية الإسبانية هي العلاقات الثنائية التي تجمع بين الصومال وإسبانيا.

## مقارنة بين البلدين
هذه مقارنة عامة ومرجعية للدولتين:
| وجه المقارنة                                              | الصومال                        | إسبانيا                                                                             |
| --------------------------------------------------------- | ------------------------------ | ----------------------------------------------------------------------------------- |
| المساحة (كم2)                                             | 637.66 ألف                     | 505.99 ألف                                                                          |
| عدد السكان (نسمة)                                         | 14.74 مليون                    | 46.73 مليون                                                                         |
| الكثافة السكانية (ن./كم²)                                 | 23.12                          | 92.35                                                                               |
| العاصمة                                                   | مقديشو                         | مدريد                                                                               |
| اللغة الرسمية                                             | اللغة الصومالية، اللغة العربية | اللغة الإسبانية، اللغة الغاليسية، لغة بشكنشية، اللغة الكتالونية، اللغة الأوكسيتانية |
| العملة                                                    | شلن صومالي                     | يورو، بيزيتا إسبانية                                                                |
| الناتج المحلي الإجمالي (بليون دولار)                      | 7.37 مليار                     | 1.31 تريليون                                                                        |
| الناتج المحلي الإجمالي (تعادل القوة الشرائية) بليون دولار |                                | 1.77 تريليون                                                                        |
| الناتج المحلي الإجمالي الاسمي للفرد دولار أمريكي          | 549                            | 28.16 ألف                                                                           |
| الناتج المحلي الإجمالي للفرد دولار أمريكي                 |                                | 38.00 ألف                                                                           |
| مؤشر التنمية البشرية                                      |                                | 0.876                                                                               |
| رمز المكالمات الدولي                                      | +252                           | +34                                                                                 |
| رمز الإنترنت                                              | .so                            | .es                                                                                 |
| المنطقة الزمنية                                           | ت ع م+03:00                    | ت ع م+01:00، ت ع م+02:00                                                            |

## منظمات دولية مشتركة
يشترك البلدان في عضوية مجموعة من المنظمات الدولية، منها:
| علم المنظمة | اسم المنظمة                               | تاريخ انضمام الصومال | تاريخ انضمام إسبانيا |
| ----------- | ----------------------------------------- | -------------------- | -------------------- |
|             | مؤسسة التنمية الدولية                     | 31 أغسطس 1962        | 18 أكتوبر 1960       |
|             | يونسكو                                    | 15 نوفمبر 1960       | 30 يناير 1953        |
|             | الأمم المتحدة                             | 20 سبتمبر 1960       | 14 ديسمبر 1955       |
|             | الفريق المعني برصد الأرض                  | ?                    | ?                    |
|             | الاتحاد البريدي العالمي                   | ?                    | ?                    |
|             | البنك الدولي للإنشاء والتعمير             | 31 أغسطس 1962        | 15 سبتمبر 1958       |
|             | الاتحاد الدولي للاتصالات                  | 28 سبتمبر 1962       | 1866                 |
|             | منظمة حظر الأسلحة الكيميائية              | ?                    | ?                    |
|             | مؤسسة التمويل الدولية                     | 31 أغسطس 1962        | 24 مارس 1960         |
|             | المركز الدولي لتسوية المنازعات الاستشارية | 30 مارس 1968         | 17 سبتمبر 1994       |
|             | منظمة الشرطة الجنائية الدولية             | ?                    | ?                    |
|             | البنك الإفريقي للتنمية                    | ?                    | ?                    |

## وصلات خارجية
- موقع وزارة الخارجية الصومالية
- موقع وزارة الخارجية الإسبانية